# 河愛つぐみ
河愛 つぐみ(かわい つぐみ、1979年12月20日 - )は、日本のAV女優。

## 略歴
1999年に活動した。1999年1月に『鎌倉のお嬢様』（芳友社J）でAVデビュー。
オムニバス等を除く新作としては、1999年7月の『愛蜜ゼリー』（h.m.p）を最後にリリースが途絶えている。

## 作品

### アダルトビデオ
1999年
- 鎌倉のお嬢様（1999年1月31日、芳友社J ）
- めしべの恋（1999年2月28日、芳友社J ）
- 濡れる誓い（1999年4月27日、芳友社J ）
- 恋の純露　コスられた欲望（1999年5月27日、芳友社J ）
- わたしはSEXペット　乙女奴隷（1999年6月26日、芳友社J ）
- 愛蜜ゼリー（1999年7月22日、h.m.p ）
- 恥じらいフェロモン（1999年9月20日、h.m.p）
- 乙女のエクスタシー　微熱の天使たち２（1999年11月21日、h.m.p）

2000年
- 乙女のエクスタシー　微熱の天使たち３（2000年8月25日、h.m.p）

2002年
- お嬢様の秘密 第二章 （2002年7月21日、ビデオバンク）